# Rougon

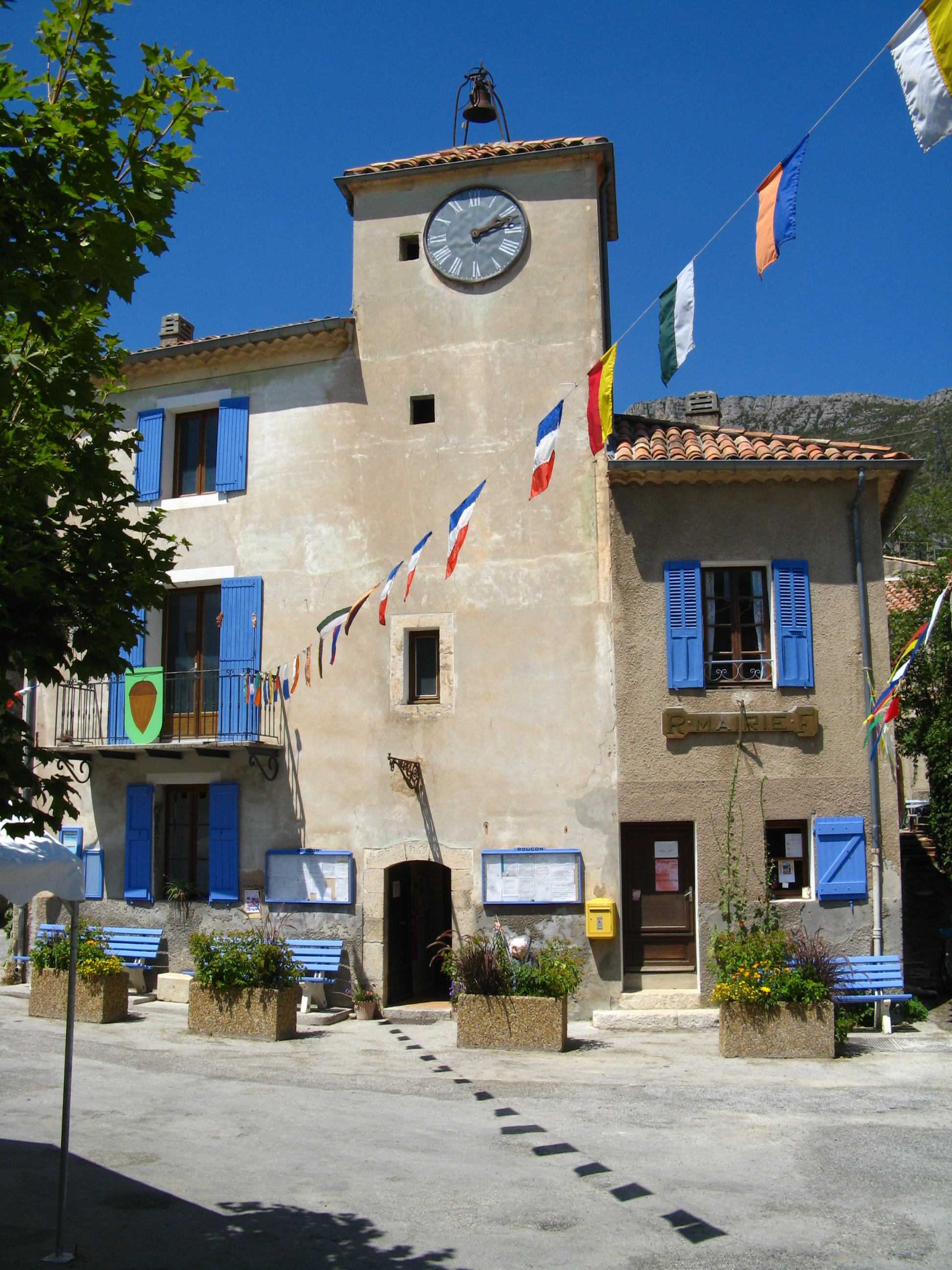
Rådhuset

Rougon är en kommun i departementet Alpes-de-Haute-Provence i regionen Provence-Alpes-Côte d'Azur i sydöstra Frankrike. Kommunen ligger  i kantonen Castellane som ligger i arrondissementet Castellane. År 2022 hade Rougon 120 invånare.

## Befolkningsutveckling
Antalet invånare i kommunen Rougon
Referens: INSEE